# Eugenijus Kanevičius
Eugenijus Kanevičius (* 1959) ist ein litauischer Jazzmusiker (Kontrabass, auch Trompete, Bassgitarre, Komposition).

## Leben und Wirken
Kanevičius gehörte ab Mitte der 1980er-Jahre zunächst der Dixieland-Band Vilniaus Diksilendas an, mit der erste Aufnahmen entstanden. In den 1990er Jahren spielte er im Skirmantas Sasnauskas Jazz Quartet und im Lithuanian Art Orchestra (Waltz Atto, 1993, mit Vladimir Tarasov). Seit den 2000er-Jahren gehörte er u. a. dem Egidijus Buožis Quartett, dem Labutis Jazz Quartet um Vytautas Labutis (mit dem Pianisten Oleg Molokojedov) und dem Petro Vyšniausko Džiazo Trio an; ferner wirkte er bei Aufnahmen von Mats Gustafsson (The Vilnius Explosion, 2008) mit.
Mit Vytautas Labutis legte Kanevičius 2005 das Duoalbum Concerto Grosso (Juosta Records) vor; mit Liudas Mockūnas und Dalius Naujokaitis  entstand der Livemitschnitt Kablys: Live at 11:20, erschienen bei NoBusiness Records (2010). Im Trio mit Liudas Mockūnas und Vladimir Tarasov folgte das Album Intuitus (NoBusiness Records, 2016). Tom Lord listet im Bereich des Jazz von 1986 bis 2014 zehn Aufnahmesessions. Er schrieb auch eine Reihe von Filmmusiken.